# Château de Razengues
 (novembre 2020).
Le château de Razengues est un château français situé au centre du village de Razengues.

## Description
Le château est un site privé. Cette baronnie date du XVe siècle. Le bâtiment principal en briques rouges est surmonté d'une toiture entourée de galeries en brique taillée. Les trois tours carrées sont surmontées d'écussons représentant les armoiries de la famille d'Albis de Razengues.